# Max Lemke
Max Lemke (Heppenheim, 2 de diciembre de 1996) es un deportista alemán que compite en piragüismo en la modalidad de aguas tranquilas.
Participó en dos Juegos Olímpicos de Verano, obteniendo tres medallas de oro, una en Tokio 2020  (K4 500 m) y dos en París 2024 (K2 500 m y K4 500 m). En los Juegos Europeos de Minsk 2019 obtuvo una medalla de plata en el K4 500 m.
Ganó cinco medallas en el Campeonato Mundial de Piragüismo entre los años 2017 y 2023, y cinco medallas en el Campeonato Europeo de Piragüismo entre los años 2017 y 2025.

## Palmarés internacional
| Juegos Olímpicos   | Juegos Olímpicos            | Juegos Olímpicos  | Juegos Olímpicos |
| Año                | Lugar                       | Medalla           | Competición      |
| ------------------ | --------------------------- | ----------------- | ---------------- |
| 2020               | Tokio (Japón)               | Medalla de oro    | K4 500 m         |
| 2024               | París (Francia)             | Medalla de oro    | K2 500 m         |
| 2024               | París (Francia)             | Medalla de oro    | K4 500 m         |
| Campeonato Mundial |                             |                   |                  |
| Año                | Lugar                       | Medalla           | Competición      |
| 2017               | Račice (República Checa)    | Medalla de oro    | K4 500 m         |
| 2018               | Montemor-o-Velho (Portugal) | Medalla de oro    | K4 500 m         |
| 2019               | Szeged (Hungría)            | Medalla de oro    | K4 500 m         |
| 2022               | Halifax (Canadá)            | Medalla de plata  | K4 500 m         |
| 2023               | Duisburgo (Alemania)        | Medalla de oro    | K4 500 m         |
| Juegos Europeos    |                             |                   |                  |
| Año                | Lugar                       | Medalla           | Competición      |
| 2019               | Minsk (Bielorrusia)         | Medalla de plata  | K4 500 m         |
| Campeonato Europeo |                             |                   |                  |
| Año                | Lugar                       | Medalla           | Competición      |
| 2017               | Plovdiv (Bulgaria)          | Medalla de bronce | K2 200 m         |
| 2018               | Belgrado (Serbia)           | Medalla de plata  | K4 500 m         |
| 2021               | Poznań (Polonia)            | Medalla de oro    | K4 500 m         |
| 2022               | Múnich (Alemania)           | Medalla de oro    | K4 500 m         |
| 2025               | Račice (República Checa)    | Medalla de oro    | K2 500 m         |